# LS네트웍스
LS네트웍스(한국어: 엘에스네트웍스, 영어: LS Networks)는 대한민국의 기업으로, LS그룹의 계열사이다.

## 연혁
- 1949년: 정미소를 경영하던 양태진 사장과 아들 양정모 상무가 부산에 고무신 제조회사 '국제화학' 창립, 12월 '국제고무'로 상호명 변경
- 1962년: 농구화 국내 최초 수출
- 1969년: 사상공장 가동
- 1973년: 기업 공개
- 1981년: 자체브랜드 프로스펙스 개발
- 2007년: 'LS그룹' 인수, BMW 오토바이 판매 회사 '케이제이 모토라드' 설립
- 2008년: 'LS네트웍스'로 상호명 변경, 프로스펙스 신규 BI 선포, 몽벨 브랜드 운영사, '오디캠프사' 자회사 편입, 아티스 부문을 분할 설립.
- 2009년: 'Fast사' 흡수 합병, 도요타 자동차 판매업 진출
- 2011년: '글로벌 상사' 사업 진출, 프로스펙스 'R' 론칭[2][3]
- 2016년: 스케쳐스 코리아, 몽벨 코리아 분리

## 본점 및 지점 현황
- 본점: 경상남도 김해시 호계로 428, 1층 (부원동, LS네트웍스빌딩)
- 서울지점: 서울특별시 용산구 한강대로 92 (한강로2가)
- 한남지점: 서울특별시 용산구 한남대로 27, 1,2층 (한남동, 세화빌딩)
- 프로스펙스 노원지점: 서울특별시 노원구 동일로 1396 (상계동)
- 프로스펙스 목포지점: 전라남도 목포시 영산로75번길 16-2 (명륜동)
- 프로스펙스 롯데청주상설점: 충청북도 청주시 흥덕구 2순환로 1004 (비하동)